# Buckinghams oprør
Buckinghams oprør var et mislykket, men betydeligt oprør eller samling af oprør, der fandt sted i oktober 1483 i England og dele af Wales mod Richard 3. af England.
I det omfang at disse lokale opstande havde en central koordinering, var denne centreret om Henry Stafford, 2. hertug af Buckingham, der var blevet utilfreds med Richard, og havde opbakning fra Henrik Tudor (den senere konge Henrik 7.), der befandt sig i eksil i Bretagne, og hans mor Margaret Beaufort. Oprørerne greb til våben mod kongen, som havde taget magten fra Edvard 5. i juni samme år. Det omfattede mange, der var loyale over for Edvard 5. og andre, der havde været støtter af huset York under hans far Edvard 4.
Syv skibe fra Bretagne med over 500 bretonske soldater, Henrik Tudor, og mange af hans støtter skulle have gjort oprør samtidigt mod Richard 3. En storm forhindrede denne planlagte landgang for at blive en succes, og i England advarede et for tidligt påbegyndt oprør i Kent Richard om, at Buckingham havde skiftet side.

## Baggrund
Da hans bror Kong Edvard 4. døde i april 1483, blev Richard af Gloucester udnævnt til rigsforstander for Edvard søn og efterfølger, den 12-årige Edvard 5. Da den unge konge rejste fra Ludlow til London, mødte Richard ham på vejen og eskorterede ham til værelser i Tower of London, hvor Edvard 5.'s egen bror Richard af Shrewsbury sluttede sig til ham kort derefter. Der blev lagt planer Edvards kroning den 22. juni 1483, men den den unge konge kunne krones, blev hans fars ægteskab med hans mor Elizabeth Woodville erklæret ugyldigt, hvilket gjorde deres børn uægte og uden krav på tronen.
Den 25. juni godkendte en parlamentsforsamling denne erklæring. Den følgende dag begyndte Richard 3. sin regeringstid, og han blev kronet den 6. juli 1483. De unge prinser blev ikke set offentligt efter august, og anklager begyndte at cirkulere om, at drengene var blevet myrdet på Richards ordre, hvilket gav anledning til legenden om prinserne i Tower.
I slutningen af september 1483 opstod der en sammensværgelse blandt en række utilfredse stormænd, hvoraf mange havde været støttet Edvard 4. og "hele Huset York". Konspirationen blev af navn ledet af Richards tidligere allierede og grandfætter Henry Stafford, 2. hertug af Buckingham, skønt det var begyndt som en Woodville-Beaufort-sammensværgelse (idet den var "godt i gang" på tidspunktet for hertugens involvering). Faktisk har Davies foreslået, at det var "kun parlamentets efterfølgende retsafgørelse, der placerede Buckingham i centrum af begivenhederne" for at lægge ansvaret på en enkelt utilfreds stormand, der havde været motiveret af grådighed, snarere end "den pinlige sandhed", at de, der var imod Richard, faktisk var "overvældende Edvardianske loyalister".
Det er muligt, at de planlagde at afsætte Richard 3. og genindsætte Edvard 5. på tronen, og da der opstod rygter om, at Edvard og hans bror var døde, foreslog Buckingham, at Henrik Tudor, jarl af Richmond skulle vende tilbage fra eksil, tage tronen og gifte sig med Elizabeth af York, prinserne i Towers ældste søster.
Arvekravet til Huset Lancasters krav på tronen var tilfaldet Henrik Tudor efter Henrik 6.'s og hans søn Edvard af Westminsters død i 1471. Henriks far, Edmund Tudor, 1. jarl af Richmond, havde været en halvbror til Henrik 6., men Henriks krav på tronen gik gennem hans mor, Margaret Beaufort. Hun nedstammede fra John Beaufort, som var en søn af Johan af Gent og dermed et barnebarn af Edvard 3.. John Beaufort havde ved fødslen været uægte , men senere legitimeret af ægteskabet mellem hans forældre. Det havde angiveligt været en betingelse for legitimeringen, at Beauforts efterkommere mistede deres ret til kronen. Henry havde tilbragt meget af sin barndom under belejring på Harlech Castle eller i eksil i Bretagne. Efter 1471 havde Edvard 4. foretrukket at bagatellisere Henriks krav på kronen og kun gjort sporadiske forsøg på at tage ham til fange. Imidlertid var hans mor, Margaret Beaufort, blevet gift yderligere to gange, først med Buckinghams onkel og derefter med Thomas, Lord Stanley, en af Edvard hovedstøtter, og hun havde løbende fremmet sin søns rettigheder.
Buckinghams præcise motivation er blevet kaldt "utydelig". Han var blevet behandlet godt af Richard. Den traditionelle navngivning af oprøret efter ham er blevet betegnet som en misvisende betegnelse, da John Morton og Reginald Bray er mere sandsynlige ledere.

## Sammensværgelse
Planen var, at styrker skulle samles i Maidstone, Guildford og Essex og marchere mod London i en skinmanøvre. Andre styrker ville samles i Newbury og Salisbury. Biskoppen af Exeter ville lede et oprør i Devon. Buckingham ville lede en hær fra Wales til England, slutte sig til Exeter og derefter slutte sig til Henry Tudor. Henrik ville lede en hær på 3.500, hyret af skatmesteren i Bretagne Pierre Landais. Han ville derefter slutte sig til Exeter og Buckingham. Henrik, der opholdt sig i eksil i Bretagne, nød støtte fra den bretonske skatmester Pierre Landais, der håbede, at Buckinghams sejr ville cementere en alliance mellem Bretagne og England. Oprørerne i Kent iværksatte imidlertid deres oprør 10 dage for tidligt og erklærede Buckingham som deres leder, hvorved hans involvering blev åbenlys. Richard handlede hurtigt. Han nominerede Ralph de Ashton som vicerigskonstabel i England, (da Buckingham var rigskonstabel) med beføjelse til at arrestere, retsforfølge og fratage de sammensvorne deres ære, liv og gods. Hertugen af Norfolk førte 100 mand til Themsens munding for at blokere for at styrker fra Kent og Essex kunne forenes. I Leicester satte Richard en præmie på oprørernes hoveder. 1000 pund for Buckingham eller 100 pund om året i resten livet, 1000 mark for markisen af Dorset og hans onkel Lionel Woodville, biskop af Salisbury og 500 mark for andre ledende oprørere. Nogle af Henry Tudors skibe løb ind i en storm og blev tvunget til at vende tilbage til Bretagne eller Normandiet, mens Henrik og to skibe ankrede ud for Plymouth. Han blev mødt af en gruppe af kongens tilhængere og flygtede til Bretagne. Her hørte han om Buckinghams fiasko.
For sin del havde Buckingham rejst en betydelig styrke fra sine godser i Wales og grænseegnen med en plan om at slutte sig til Exeter og hans bror Edward Courtenay. Buckinghams hær blev forhindret af den samme storm og kunne ikke kommunikere med Courtenay og blev opløst, da Richards styrker kom imod dem. Richard besejrede oprøret i løbet af et par uger.
Buckingham forsøgte at flygte i forklædning, men blev enten forrådt af Ralph Bannaster for den dusør, som Richard havde sat på hans hoved, eller blev opdaget i skjul sammen med ham. Han blev dømt for forræderi og halshugget i Salisbury, nær Bull's Head Inn, den 2. november. Hans enke, Catherine Woodville, giftede sig senere med Jasper Tudor, onkel til Henrik Tudor, som var i færd med at planlægge endnu et oprør.

## Konsekvenser
Militært set var det en fuldstændig fiasko. Det forværrede dog manges opfattelse af Richard som konge, og dens effekt blev i løbet af de næste par måneder at en række ledende personer fandt vej til Henrik Tudors lejr. Fem hundrede englændere slap gennem kongens net og fandt vej til Rennes, hovedstaden i Bretagne, hvor de i desperation eller frisk forventning indgik en alliance med jarlen af Richmond.
Buckinghams mislykkedes oprør var tydeligvis ikke slutningen på sammensværgelserne mod Richard, som aldrig igen kunne føle sig tryg, og som også led tabet af sin hustru i marts 1485 og sin elleve år gamle søn i april 1484, hvilket gjorde fremtiden for York-dynastiet tvivlsom.
Richard søgte en tilnærmelse til Landais og tilbød militær støtte til Landais' svage styre under hertug Frans 2. af Bretagne i bytte for Henrik. Henrik flygtede til Paris, hvor han sikrede sig støtte fra Frankrigs regent Anne, som skaffede tropper til en invasion i 1485. Henrik fik støtte fra Woodville-familien, svigerforældre til den afdøde Edvard 4., og afsejlede med en lille fransk og skotsk styrke og landede i Mill Bay, Pembrokeshire, tæt på hans fødested den 7. august 1485. Han besejrede og dræbte Richard i Slaget ved Bosworth Field den 22. august og blev dermed konge af England under navnet Henrik 7.

## Oprørere
| Navn                             | Område                                                             | Stilling                                                         | Part i oprør                                                                                           | Skæbne |
| -------------------------------- | ------------------------------------------------------------------ | ---------------------------------------------------------------- | --- | --- |
| Sir Robert Willoughby            | Brooke i Westbury, Wiltshire                                       | High Sheriff i Devon og High Sheriff af Cornwall under Edvard 4. | Støttede åbenlyst Henrik af Richmond                                                                   | Sluttede sig til Richmond i Bretagne. Kæmpede i Bosworth, blev Lord Steward og ophøjet til Robert Willoughby, 1. baron Willoughby de Broke          |
| Thomas Gray, 1. markis af Dorset | Westminster Abbey i asyl, da Richard tog tronen, Yorkshire, Exeter | Konstabel for Tower of London under Edvard 5.                    | Støttede åbenlyst Henrik af Richmond i Exeter.                                                         | Sluttede sig til Richmond i Bretagne. |
| Edward Courtenay                 | Sydvestlige England                                                | Fredsdommer i Cornwall                                           | | Han drog til Bretagne og blev frataget sin ære. liv og gods i 1484. Han deltog i Slaget ved Bosworth og blev ophøjet til jarl af Devon af Henrik 7. |
| Giles Daubeny                    | Sydvestlige England                                                | Kongens væbner                                                   | Planlægning                                                                                            | Sluttede sig til Richmond i Bretagne. Kæmpede i Bosworth                                                                                            |
| Richard Guildford                | Kent                                                               |                                                                  | Planlægning                                                                                            | Sluttede sig til Richmond i Bretagne. Kæmpede i Bosworth                                                                                            |
| John Fogge                       | Kent                                                               | Kammerherre                                                      | Forbindelsesled mellem Guildford og Bray                                                               | Frataget sin ære, liv og gods. Genoprettet i februar 1485.                                                                                          |
| Amias Paulet                     | Somerset, det sydvestlige England                                  | Godsejer                                                         | | Frataget sin ære, liv og gods. Genoprettet i 1485.                                                                                                  |
| John Cheyne                      |                                                                    |                                                                  | Oprørsleder i Salisbury.                                                                               | |
| Richard Hill                     | Salisbury Stift, det sydlige England                               | Gejstlig                                                         | Støttede sandsynlig lokale oprørere.                                                                   | Led tab af indkomst. Kan være blevet en tilhænger af Richmond på dette tidspunkt.                                                                   |
| Walter Hungerford af Farleigh    | Wiltshire                                                          | Oprørsleder                                                      | | Benådet, tilbageholdt kortvarigt i Tower of London.                                                                                                 |
| John Morton                      | I Buckinghams varetægt på Brecon Castle                            | Biskop af Ely, sammensvoren                                      | Planlægning                                                                                            | Frataget sin ære, liv og gods. Undslap til Flandern, benådet december 1484 men drog til Rom.                                                        |
| Thomas Nandyke                   | I Brecon med Buckingham og Morton.                                 | Astrolog                                                         | | Han deltog i et senere oprør mod Richard omkring Colchester og blev gjort fredløs.                                                                  |
| Reginald Bray                    | Nordvestlige England og Wales                                      | Konspirator og mellemled                                         | Forbindelsesled mellem Morton og Margaret Beaufort. Rekrutterede Daubeny, Cheyne og Richard Guildford. | Tilgivet januar 1484. |
| Thomas St. Leger                 | Devon                                                              | Godsejer                                                         | Kæmpede i Exeter                                                                                       | Fængslet i Exeter. Halshugget på Exeter Castle, den 13. november 1483                                                                               |
| Sir George Browne                | Kent                                                               | Godsejer og sheriff                                              | Oprørsleder                                                                                            | Fængslet i Tower of London. Halshugget på Tower Hill, 4. december 1483                                                                              |

## Loyalister
| Navn                              | Stilling                  | Part i oprør                  | Skæbne                                       |
| --------------------------------- | ------------------------- | ----------------------------- | -------------------------------------------- |
| Ralph de Ashton                   | Vicekonstabel af England. | Forsvarede London for kongen. | Belønnet med jord i Kent.                    |
| John Howard, 1. hertug af Norfolk | Hærleder                  | Forsvarede Kent for kongen.   | Dræbt i Slaget ved Bosworth på kongens side. |

## Bemærkninger
- https://web.archive.org/web/20110710171822/http://edwardv1483.com/index.php?p=1_7_Richard-s-Rebels